# تروگل‌ویس
تروگل‌ویس (به انگلیسی: Trefeglwys) یک منطقهٔ مسکونی در بریتانیا است که در پویس واقع شده‌است. تروگل‌ویس ۹۱۰ نفر جمعیت دارد.